# Universidad de Cine y Teatro de Pyongyang
La Universidad de Cine y Teatro de Pyongyang (Hangul: 평양연극영화대학; Romanización revisada del coreano: Pyeongyang Yeongeuk Yeonghwa Daehak) es una institución educativa en Corea del Norte que se especializa en cultivar las obra del teatro y el cine. Se encuentra en el distrito de Dongdaewon, Pionyang.
Fundada en 1953, varios graduados trabajaron como cineastas importantes en la República Popular Democrática de Corea. De 1972 a 1988, se reorganizó en la Universidad de Cine de Pyongyang, que solo se ocupa de la educación cinematográfica.

## Historia
El 1 de noviembre de 1953, se inauguró como una escuela de arte afiliada al Teatro Nacional bajo la política de Kim Il-sung de "defender la política de educación artística del partido y fomentar un nuevo tipo de arte revolucionario".
Desde el año 2008 empezó a funcionar un Departamento de Procesamiento Visual para fomentar a los expertos en filmación especiales, con el animo de fomentar el cine en Corea del Norte.

## Graduados famosos
- Song Hye-rim
- Ri Chun-hee[4]
- O Miran